# بطولة أوروبا للألعاب المائية 2014
بطولة أوروبا للألعاب المائية 2014 هو الموسم الـ 32 من بطولة أوروبا للألعاب المائية، عقد في الفترة 13–24 أغسطس من 2014، وجرت المنافسات في مدينة برلين، ألمانيا، ونظمت من قبل الاتحاد الأوروبي للسباحة.

## النتائج
| م        | الذهبية         | الفضية | البرونزية |
| -------- | --------------- | ------ | --------- |
| الفائزين | المملكة المتحدة | روسيا  | إيطاليا   |